# Diagonal principal

Diagonal principal (en vermell)

En l'àlgebra lineal, la diagonal principal d'una matriu quadrada és la diagonal que va des de la cantonada superior esquerra fins a la cantonada inferior dreta.
{\displaystyle {\begin{bmatrix}\color {red}{3}&2&6\\7&\color {red}{5}&0\\7&4&\color {red}{1}\end{bmatrix}}\qquad }
Quan s'utilitza la notació A=(ai,j) d'una matriu A, els elements de la seva matriu principal són de la forma (an,n) on n pertany als nombres naturals i és menor o igual que el nombre de files o columnes de la matriu quadrada, és a dir: {\displaystyle a_{1,1}\,}, {\displaystyle a_{2,2}\,}, {\displaystyle a_{3,3}\,} ... {\displaystyle a_{n,n}\,}.
{\displaystyle A={\begin{bmatrix}a_{11}&.&.&.&.&.&.\\.&a_{22}&.&.&.&.&.\\.&.&a_{33}&.&.&.&.\\.&.&.&.&.&.&.\\.&.&.&.&.&.&.\\.&.&.&.&.&.&.\\.&.&.&.&.&.&a_{nn}\\\end{bmatrix}}}
Per exemple, en les següents matrius tots els elements de la seva diagonal principal valen 1 (matriu identitat):
{\displaystyle {\begin{bmatrix}\color {red}{1}&0&0\\0&\color {red}{1}&0\\0&0&\color {red}{1}\end{bmatrix}}\qquad {\begin{bmatrix}\color {red}{1}&0&0&0\\0&\color {red}{1}&0&0\\0&0&\color {red}{1}&0\end{bmatrix}}\qquad {\begin{bmatrix}\color {red}{1}&0&0\\0&\color {red}{1}&0\\0&0&\color {red}{1}\\0&0&0\end{bmatrix}}\qquad {\begin{bmatrix}\color {red}{1}&0&0&0\\0&\color {red}{1}&0&0\\0&0&\color {red}{1}&0\\0&0&0&\color {red}{1}\end{bmatrix}}\qquad }

Traça d'una matriu 4x4

A una matriu com la dels exemples, en la qual només els elements de la diagonal principal són diferents de zero, se l'anomena matriu diagonal.
La suma dels elements de la diagonal principal d'una matriu quadrada es coneix com la traça de la matriu (tr).
{\displaystyle {\begin{bmatrix}\color {red}{4}&0&0\\0&\color {red}{1}&0\\0&0&\color {red}{6}\end{bmatrix}}\qquad }
{\displaystyle \operatorname {tr} (A)=4+1+6=11\,}

## Antidiagonal
L'antidiagonal d'una matriu quadrada {\displaystyle B} d'ordre {\displaystyle N} és la col·lecció de nombres naturals {\displaystyle a_{i,j}} tal que {\displaystyle i+j=N+1} per a tot {\displaystyle 1\leq i,j\leq N}. És a dir, va des de la cantonada superior dreta fins a la cantonada inferior esquerra.
{\displaystyle {\begin{bmatrix}0&0&\color {red}{1}\\0&\color {red}{1}&0\\\color {red}{1}&0&0\end{bmatrix}}}